# سبتين رضا
سبتين رضا شاه (من مواليد 10 أكتوبر 1985) هو لاعب كريكت يلعب لصالح منتخب الكويت للكريكت. وُلد سبتين في الكويت، ونشأ في باكستان، ولعب موسمين (2007–08 و2008–09) في البطولات المحلية الباكستانية لفرق مقرها لاهور. شارك لأول مرة مع المنتخب الكويتي في بطولة مجلس الكريكت الآسيوي 2002 ‏، وكان عمره حينها 16 عامًا، ومنذ ذلك الحين وهو يشارك بانتظام مع الفريق. في عام 2020، وقع سبتين عقدًا مع نادي Woodbank Cricket Club التابع لدوري GMCL، حيث فاز فريق النادي الثالث أيضًا ببطولة GMCL Sunday Plate في نفس العام، تحت قيادة القائد أيدن ألكوك، في موسمه الأول.

## المسيرة في باكستان
بصفته ضاربًا أعسر وراميًا بالذراع اليمنى من نوع أوف سبين، كان سبتين جزءًا من منتخب باكستان تحت 15 سنة الذي وصل إلى نهائي كل من بطولة آسيا تحت 15 سنة 2000 وتحدي العالم تحت 15 سنة 2000 برعاية كوستكاتر، وخسر في كلا النهائيين (أمام الهند وجزر الهند الغربية على التوالي). لعب في المركز الثالث في كلتا البطولتين، وسجل 110 أشواط في بطولة آسيا، ليحتل المركز الثاني بعد شهيد يوسف في ترتيب لاعبي باكستان، والخامس على المستوى العام من حيث عدد الأشواط المسجلة. كما حصل على سبعة ويكيتات في كل من البطولتين، وكان شهريار خان الوحيد الذي حصل على عدد أكبر من الويكيتات (8) في بطولة العالم.
ظهر سبتين لأول مرة في بطولة باكستان تحت 19 عامًا ليوم واحد خلال موسم 2001–02، وكان عمره 15 عامًا، حيث لعب لصالح فريق كراتشي وايتس ‏ تحت 19 عامًا، الذي خسر نهائي البطولة أمام فريق كراتشي بلوز ‏ تحت 19 عامًا. في المواسم التالية، انتقل إلى فرق مقرها لاهور، حيث لعب لصالحها في بطولات تحت 19 عامًا بين المناطق والأقاليم. وظهر لأول مرة في فئة الكبار خلال مباريات المناطق في موسم 2005–06. وبعد أدائه الجيد هناك، تم استدعاؤه إلى تشكيلة فريق لاهور شاليمار لموسم 2007–08 من بطولة قائد أعظم. وشارك في أول مباراة درجة أولى له ضد إسلام آباد في أكتوبر 2007، وتم إخراجه بسرعة في كلتا الشوطين، ولم يشارك في الرمي.
وعلى الرغم من أنه دخل ترتيب الضرب في مركز متقدم في أول مباراة له، فقد تم إنزاله إلى المركز العاشر في الشوط الثاني من مباراته الثانية، ضد زارعي ترقياتي بنك ‏. وكان هو الأعلى تسجيلًا في ذلك الشوط بـ25 من 17 كرة، حيث تم إخراج لاهور بمجموع 128. في الشوط الأول من المباراة التالية، ضد الخطوط الجوية الباكستانية، دخل سبتين في المركز التاسع وسجل 85 غير مهزوم من 80 كرة، بما في ذلك 14 أربعيات وستة واحدة. جميع هذه الأشواط كانت ضمن شراكة من الويكيت الثامنة بلغت 90 شوطًا مع حارس الويكيت كاشف محمود ‏، حيث ساهم سبتين بنسبة 94٪ من مجموع الأشواط في الشراكة. كانت هذه الأدوار الأعلى له في مباريات الدرجة الأولى، وهي نصف المئوية الوحيدة له في هذا النوع من المباريات.
ولدى لعبه مع لاهور ليونز ‏، شارك سبتين لأول مرة في مباريات محدودة الأدوار لاحقًا في موسم 2007–08، ضد فريق مختبرات خان للأبحاث في كأس ABN-AMRO. وفي مباراته الثانية ضد فريق بنك حبيب ‏، حصل على ويكيتين، وأنهى بـ2/50 من عشر أوفرات، وهي أفضل أرقامه في مباريات "ليست-أ". وشارك سبتين في ثلاث مباريات إضافية مع لاهور شاليمار في بطولة قائد أعظم 2008–09، وكذلك في مباراتين مع لاهور إيغلز ‏ في كأس البنك الملكي الإسكتلندي لذلك الموسم، وهي البطولة التي تغير اسمها من ABN-AMRO. وبعد أن حصل على ويكيت واحدة فقط طوال مسيرته في مباريات الدرجة الأولى، أنهى سبتين مسيرته بمتوسط بولينغ بلغ 276.00، وهو من بين الأسوأ في التاريخ. حيث يُعد هذا ثاني أعلى متوسط في تاريخ باكستان بعد عناية الله (279.00).

## المسيرة مع الكويت
على الرغم من استمراره في المشاركة في المباريات المحلية الباكستانية، إلا أن سبتين ظهر لأول مرة مع المنتخب الكويتي في بطولة مجلس الكريكت الآسيوي 2002 ‏ في سنغافورة، وكان عمره 16 عامًا فقط. وجاءت مشاركته التالية في نسخة 2004 ‏ من البطولة في ماليزيا، حيث وصل منتخب الكويت إلى نصف النهائي لأول مرة (وحتى الآن المرة الوحيدة)، وتمكن من الفوز على قطر في مباراة تحديد المركز الثالث. سجل سبتين 152 شوطًا في البطولة، ليحل ثانيًا بعد خالد بُت من حيث مجموع الأشواط لصالح الكويت، وتم منحه جائزة أفضل لاعب في المباراة أمام المالديف بعد أن سجل 86 شوطًا من 86 كرة، وأخذ 2/18 من خمس أوفرات.
باستثناء ملحوظ يتمثل في كأس النخبة لمجلس الكريكت الآسيوي 2010 التي استضافتها الكويت لأول مرة، ودورة الألعاب الآسيوية 2014، شارك سبتين مع الكويت في جميع البطولات الكبرى التابعة لمجلس الكريكت الآسيوي منذ ظهوره الأول تقريبًا. وكان متصدر قائمة الويكيتات للكويت في دوري الكريكت العالمي القسم السادس 2011 ‏، بأفضل أداء 4/35 ضد غيرنزي. وفي مواجهة نيبال (الذي شارك في الفوز بالبطولة) ضمن بطولة النخبة 2012 ‏، سجل 77 شوطًا من 84 كرة، تضمنت أربع ستات، ليساهم في فوز مفاجئ للكويت بأربعة ويكيتات. ومن بين أبرز مشاركاته الأخرى، حصوله على جائزة رجل المباراة بعد تسجيله 2/20 و33 شوطًا دون أن يُهزم أمام البحرين في بطولة آسيا T20 2013 ‏، بالإضافة إلى خمس ويكيتات (5/27) أمام المالديف في نسخة 2015 ‏ من نفس البطولة، والتي تضمنت هاتريك موزعة على شوطين.

## روابط خارجية
- Sibtain Raza على موقع إي آس بي آن كريك إنفو (الإنجليزية)